# Гли
Гли (англ. glee, от др.-англ. gligg — музыка) — жанр популярной вокальной музыки, распространённый в Англии во второй половине XVIII и первой половине XIX веков.

## Краткая характеристика
Изначально гли — песня для мужского вокального трио или квартета (в последнем случае высокую партию исполнял мальчик-дискант), без инструментального сопровождения. Форма гли представляла собой последовательность небольших контрастных эпизодов на стихи лирического содержания (редко драматического и даже «философского»). В отличие от кэтча (английская разновидность канона в унисон, преимущественно в XVII—XVIII веках) типичную фактуру гли можно описать как моноритмическую (старогомофонную), с большим или меньшим использованием имитации, практически без мелизматики. Непосредственный толчок гли дал, вероятно, ренессансный английский мадригал, интерес к которому возродился в начале XVIII века.
Среди композиторов, работавших в жанре гли в XVIII веке: Бенджамин Кук, Вильям Хейз (1708—1777; в 1757-85 гг. были опубликованы 4 его сборника популярной музыки «Catches, Glees and Canons»), позже Джон Уолл Кэллкотт (1766—1821; написал около 100 гли). Особенно плодовитым был Самуил Вебб (1740—1816), который между 1764 и 1798 опубликовал 9 сборников гли; из его наследия наиболее известны песни Glorious Apollo («Достославный Аполлон») и Discord! («Распря», по английскому переводу из «Илиады» Гомера).
В годы расцвета жанра в Англии гли приобрела популярность среди джентльменов — любителей коллективного пения (вообще характерного для традиционной культуры этой страны). В 1787 году в Лондоне открылся первый так называемый гли-клуб, а впоследствии (до середины XIX века) такие клубы распространились по всей стране. Во второй половине XIX века хоровые любительские коллективы под названием «гли-клуб» появились в США (особенно при высших учебных заведениях), при этом члены клуба исполняли не только гли, а вообще любую музыку для мужского вокального ансамбля a cappella. Хоровые общества с названием, унаследованным от английской многоголосной песни, существуют в США по сей день.